# Lusapho April
Lusapho Lesly April (ur. 24 maja 1982 w Uitenhage) – południowoafrykański lekkoatleta specjalizujący się w biegach długich. 
W 2001 roku zajął 9. miejsce w biegu na 10 000 metrów mistrzostwach Afryki juniorów. Dwa lata później zajął tę samą pozycję na 22. uniwersjadzie w Daegu, również na dystansie 10 000 m. W 2012 zajął 43. lokatę w biegu maratońskim podczas igrzysk olimpijskich w Londynie. Medalista mistrzostw kraju.

## Rekordy życiowe
| Konkurencja           | Rezultat | Data             | Miejsce        |
| --------------------- | -------- | ---------------- | -------------- |
| Bieg na 10 000 metrów | 29:13,85 | 26 sierpnia 2003 | Port Elizabeth |
| Bieg na 15 kilometrów | 43:50    | 6 marca 2010     | Port Elizabeth |
| Półmaraton            | 1:01:15  | 29 marca 2014    | Kopenhaga      |
| Maraton               | 2:08:32  | 5 maja 2013      | Hanower        |